# Лунка-Бісерічій
Лунка-Бісерічій (рум. Lunca Bisericii) — село у повіті Алба в Румунії. Входить до складу комуни Відра.
Село розташоване на відстані 330 км на північний захід від Бухареста, 62 км на північний захід від Алба-Юлії, 71 км на південний захід від Клуж-Напоки, 144 км на північний схід від Тімішоари.

## Населення
За даними перепису населення 2002 року у селі проживали 70 осіб, усі — румуни. Усі жителі села рідною мовою назвали румунську.